# FUN'S PROJECT LAB
『FUN'S PROJECT LAB』（ファンズ プロジェクト ラボ）は、文化放送にて放送・配信されていたラジオ番組。

## 概要
本番組は、大日本印刷が提供するクリエイター共創サービス「FUN'S PROJECT」とタイアップした番組である。リスナーと一緒に「楽しいことを創っていく」をテーマに、番組グッズの企画やさまざまな分野のゲストを迎えクリエイティブの面白さを追求していく。
2021年3月以前の研究日誌（アフタートーク動画）は、放送翌週の木曜日に｢FUN’S PROJECT COLLEGE｣のWebサイトにて有料で期間限定で公開されていたが、2021年4月に番組の公式ニコニコチャンネルが開設に伴い、今後の放送のアーカイブ(音声)と研究日誌(動画)はチャンネル内で配信となっている。

### 放送終了時のパーソナリティ
- 前田佳織里（2021年4月4日 - 2022年3月27日）[5]
- ファイルーズあい（2021年4月4日 - 2022年3月27日）[5]

### 過去のパーソナリティ
- 本渡楓（2019年4月7日 - 2020年3月29日。愛称は「どっちゃん」[6]）
- 楠木ともり（2019年4月7日 - 2020年3月29日。愛称は「きっちゃん」[6]）
- 小松未可子（2020年4月5日 - 2021年3月28日）[7][8]
- 石原夏織（2020年4月5日 - 2021年3月28日）[7][8]

## 研究テーマ
毎回トークテーマが与えられて、それについて企画を展開したり自由研究（フリートーク）をする。
ゲストを招いたり、パーソナリティに関係したテーマが繰り広げられることもある。

## コーナー
Buzz Create
何かバズりそうなものを作っていくコーナー
ファンファンの種
某ト●ビアの種よろしく、ちゃんと調べたら面白そうなものを研究するコーナー

### 過去のコーナー
FUN'S LAB GOODS PROJECT!
番組で発売するグッズのアイデアを募集するコーナー
FUN'S LAB CHARACTER PROJECT!
ファンズちゃんに続く新キャラクターのアイディアを考えるコーナー
オフィシャル的にはホニャララですが本当は・・・
リスナーから寄せられた質問に対し、オフィシャル・声優的な回答と本当の回答をするコーナー
LAB調査隊！！
「説」や「都市伝説」などの調査テーマを募集し、スタッフが実際に街に出て調査するコーナー
「な」のコーナー
「グの犬」や「ブのソース」のような省略した表現を用いたメールを募集し、ふたりが謎解きするコーナー
明日から使える豆知識研究所
思わず明日から話したくなるような豆知識をクイズ形式にして送ってもらうコーナー
Colorful Gallery
新人研究員としてキャラクターやイラストなどを描くコーナー
何を明日から
リスナーから「何を」「明日から」始めるかその主張や宣言を送ってもらうコーナー
おうち時間リサーチ
自宅での時間を有意義に過ごすための、『おうち時間の過ごし方アイディア』や、『オリジナルのゲーム』などを募集するコーナー

## ゲスト・電話出演
本渡楓・楠木ともりのFUN'S PROJECT LAB
- 大西沙織 - 第3回(2019年4月21日)[16]
- 田中美海 - 第24回(2019年9月15日)[17]
- 愛美 - 第48回(2020年3月1日)[18]

小松未可子・石原夏織のFUN'S PROJECT LAB
- 小西克幸 - 第8回(2020年5月24日) - 電話生出演[19]
- 森倉円 - 第12回(2020年6月21日) - 電話生出演[20]
- 上坂すみれ - 第16回(2020年7月19日)[21]
- 本渡楓 - 第29回(2020年10月18日) - 生放送[22][注 4]
- カツコニシ(小西克幸) - 第32回 (2020年11月8日) - 電話出演[23]
- 本多真梨子[注 5] - 第43回(2021年1月24日)[24]

## イベント
| 開催日         | 形態               | イベント名                                                  | パーソナリティ                | 会場                           | 備考                                            |
| -------------- | ------------------ | ----------------------------------------------------------- | ----------------------------- | ------------------------------ | ----------------------------------------------- |
| 2019年8月11日  | 公開録音           | 真夏の研究会 in DNPプラザ                                   | 本渡楓、楠木ともり            | DNPプラザ 2Fイベントゾーン     | 2部制                                           |
| 2020年2月16日  | 発表会             | 真冬の研究発表会                                            | 本渡楓、楠木ともり            | DNP市谷左内町ビル 多目的ホール | 昼の部ゲスト: 加隈亜衣 夜の部ゲスト: 大西沙織   |
| 2020年10月18日 | オンラインイベント | 第一部: 秋のオンライン研究会 第二部: 秋のオンライン生収穫祭 | 小松未可子、石原夏織          | -                              | ゲスト：本渡楓                                  |
| 2021年3月21日  | オンラインイベント | 第一部: 春のオンライン研究会 第二部: 春のオンライン発表会   | 小松未可子、石原夏織          | -                              | 第一部ゲスト: 近藤玲奈 第二部ゲスト: 久保ユリカ |
| 2021年8月14日  | オンラインイベント | 昼の部: 夏の白魔術研究発表会 夜の部: 夏の黒魔術研究発表会   | 前田佳織里、 ファイルーズあい | -                              | 昼の部ゲスト: 礒部花凜 夜の部ゲスト: 指出毬亜   |